# Cannons
Cannons är en amerikansk indiepopgrupp, grundad 2013 i Los Angeles. Den består av sångerskan Michelle Joy, gitarristen Ryan Clapham och keyboardisten och basisten Paul Davis. Efter ett antal egenutgivna skivor, uppmärksammades gruppen 2020 när deras låt "Fire for You" spelades i ett avsnitt av Netflix-serien Never Have I Ever. Detta ledde skivkontrakt med Columbia Records.
Gruppens musik har beskrivits som drömpop och chillwave, alternativt som electrofunk.

## Historik

### Bakgrund
Clapham och Davis, som varit vänner sedan uppväxten, började under tonårstiden skriva musik ihop. De bådas familjer var grannar i Santa Clarita sedan Clapham var åtta år, och tillsammans med Davis två bröder ingick de ett tag i ett garageband (de spelade i familjens garage).
2013 grundade Clapham och Davis bandet Cannons tillsammans med Joy, efter att hon året innan flyttat till Los Angeles. De hade mötte henne genom Craigslist, där hon hade lagt in en sökannons efter ett band som letade efter en sångare. Clapham och Joy delade det musikaliska intresset för darkwave-bandet Trust från Seattle, vilket väckte hans intresse för ett vidare samarbete. Gruppnamnet kom från Claphams läsning av bokserien 33+1/3, där författaren i en passage jämförde konsertsoundet hos gruppen My Bloody Valentine med ljud av kanoner (cannons).

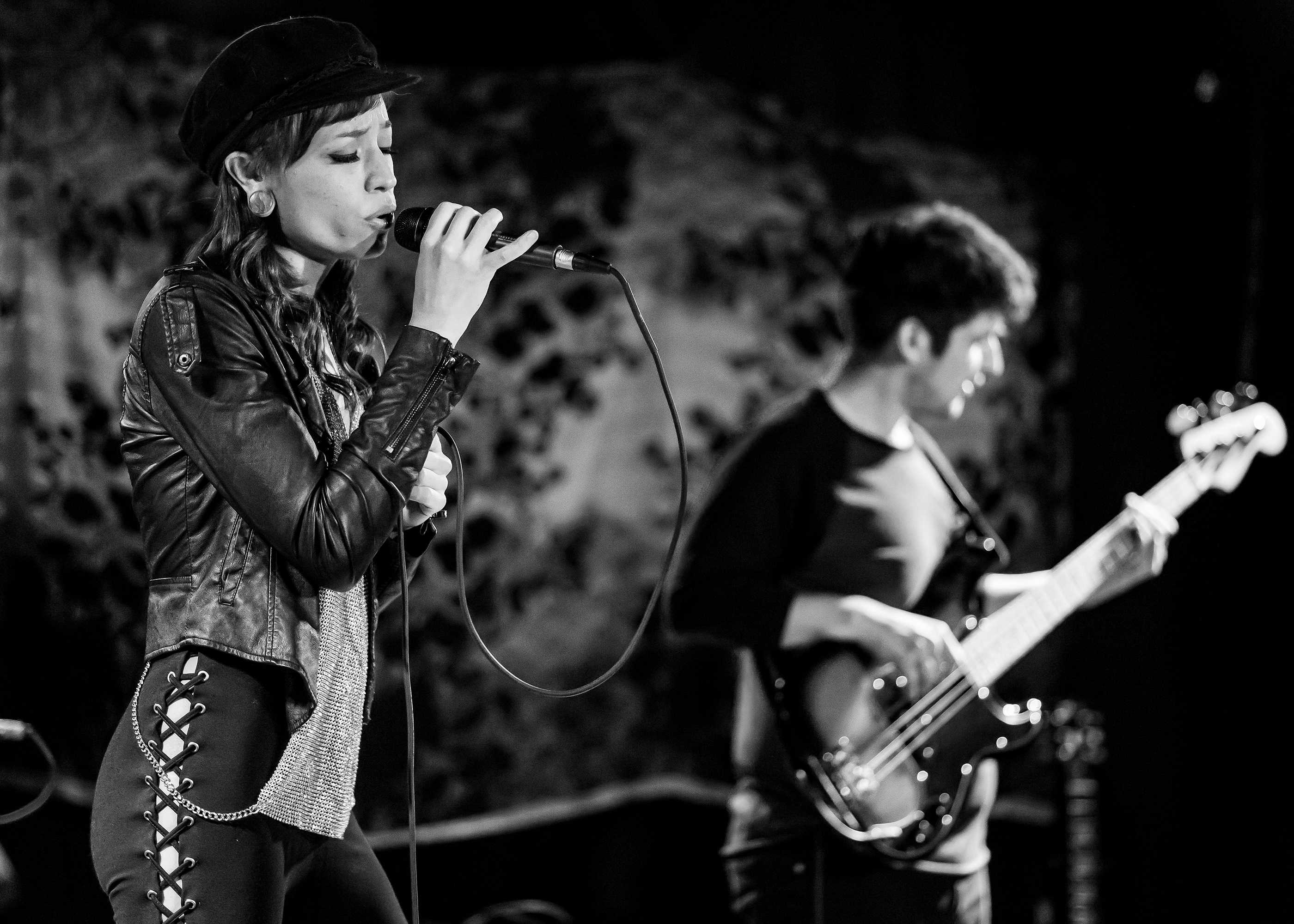
Cannons 2017, vid konsert på The Satellite i Los Angeles.

Joy (med Lewis som egentligt efternamn) växte upp i södra Florida, innan hon flyttade norrut, studerade på Florida State University och bodde fem år i Tallahassee. Cannons var Joys första band, men i high school var hon aktiv i skolans studentradio. Hon har tidigare ägnat sig flitigt åt olika sorters skrivande, inklusive som bloggare runt 2010. Joy, som är stolt över sitt blandade etniska ursprung, har tidigare även arbetat som fotomodell.
Inledningsvis samarbetade de tre på tidigt Cannons-material via Internet. Där e-postade Clapham och Davis låtar till Joy som i sin tur returnerade sina text- och sångbidrag.

### Skivkarriär
2014 gav Cannons ut sin första EP Up All Night, och i tidiga år lades deras musik upp gratis på Soundcloud. Efter tre års förberedelser släpptes 2017 gruppens första fullängdsalbum Night Drive, följd av EP:n In a Heartbeat året efter.

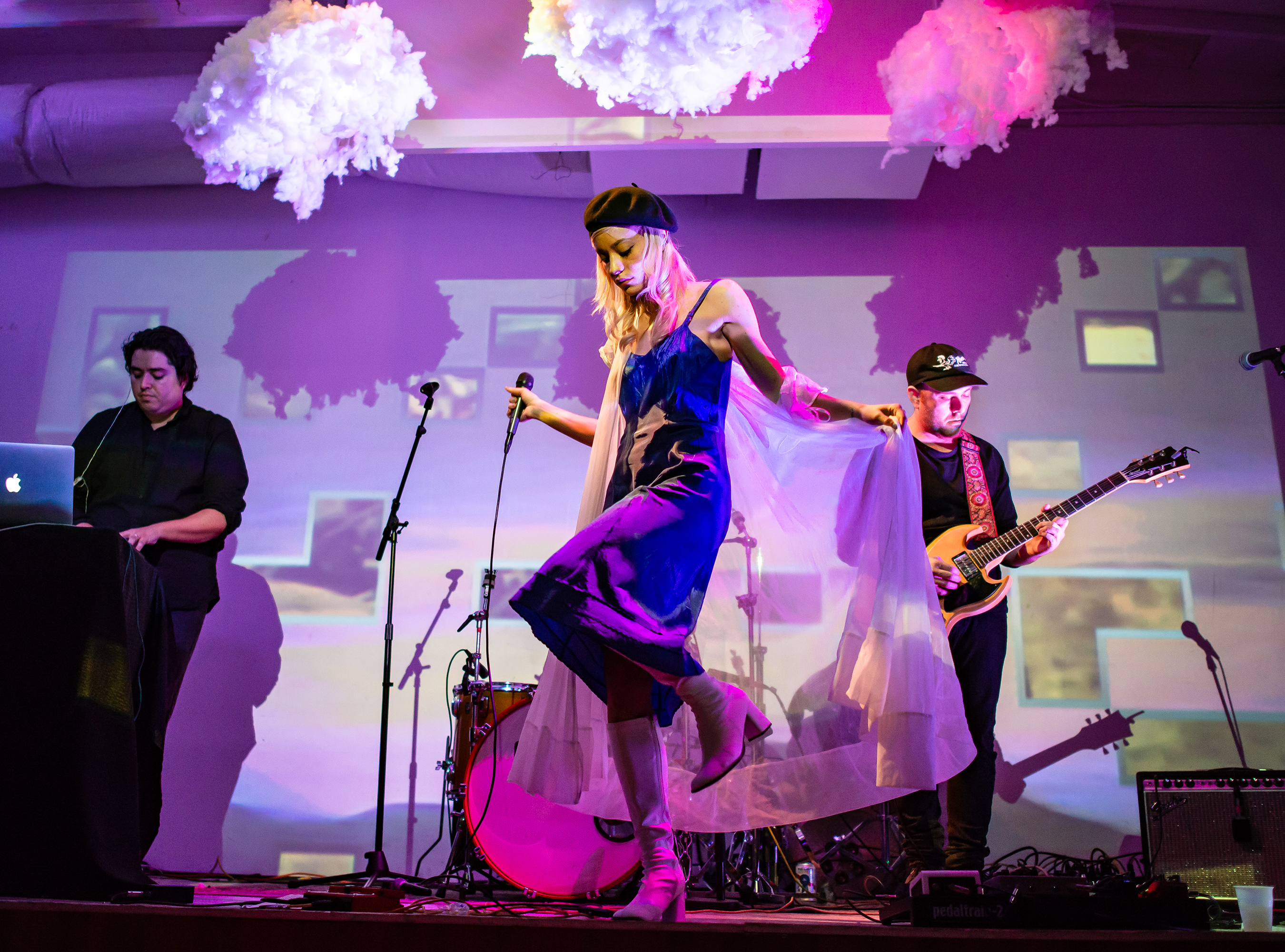
Cannons vid spelning 2018 på Non Plus Ultra i Los Angeles.

Shadows, gruppens andra fullängdsalbum, kom 2019, denna gång på bolaget Antifragile (de tidigare utgåvorna var egenutgivna). "Fire for You", den första singeln från Shadows, fick stor uppmärksamhet efter att den 2020 hörts i ett nyckelavsnitt av den populära Netflix-serien Never Have I Ever. Låten nådde första plats på Billboards Alternative-lista.
Därefter skrev gruppen kontrakt med Columbia Records, vilket gav gruppmedlemmarna möjligheten att ägna sig åt Cannons på heltid. Tidigt 2021 nådde "Fire for You" första plats på Billboards Alternative Airplay-lista. Samma år släpptes Covers by Cannons, en EP med coverlåtar av The Isley Brothers, Harry Styles, Kings of Leon och The Neighbourhood.
Fever Dream, bandets tredje album, gavs ut tidigt 2022. Den lanserades tillsammans med singellåtar som "Hurricane" och "Tunnel of You", med videor som hämtat inspiration från filmer av filmskapare som Brian De Palma och Martin Scorsese. Under året genomförde de en konsertturné med The Knocks.
Hösten året därpå kom albumet Heartbeat Highway. Det föregicks av fyra singlar, varav det sista var "Crush". Albumet hämtade inspiration från gruppens flitiga turnerande under de föregående åren. Låtskrivandet skedde mestadels under turnéer i USA, Japan och Australien, till skillnad från Fever Dream som på grund av covid-19-pandemins nedstängning komponerades på distans av de tre medlemmarna.

### Stil och produktion
Cannons musik har beskrivits som drömpop eller chillwave, inspirerad av 1980-talets syntpop och med ofta tunga basgångar och svepande sång och refränger. Gruppen kan sägas ingå i musiktrenden chillwave, vilken hämtat inspiration från 1980-talets musik. Deras kompositioner har beskrivits som ett konsekvent men polerat sound, med en drömlik och nostalgisk atmosfär, och sensuella arrangemang, som minner om sommaren och tidigare Los Angeles-musik. Gruppen bildades utifrån att de tre medlemmarna delade intresset för Prince, Motown och Curtis Mayfield, och bland Joys musikfavoriter finns Fleetwood Mac, Bee Gees och Sade.
I gruppens samarbete står i Joy för sång och låttexter, Clapham som gitarrist och Davis för bas, keyboards och andra instrument. Låtarna på albumet Fever Dream krediteras dock alla tre medlemmarna, och de tre samarbetar ofta kring låttexterna. Davis har en hemmastudio som fungerar som kreativt centrum vid musikskapandet. På scen kompletterar de sättningen med trummisen Ben Hilzinger.

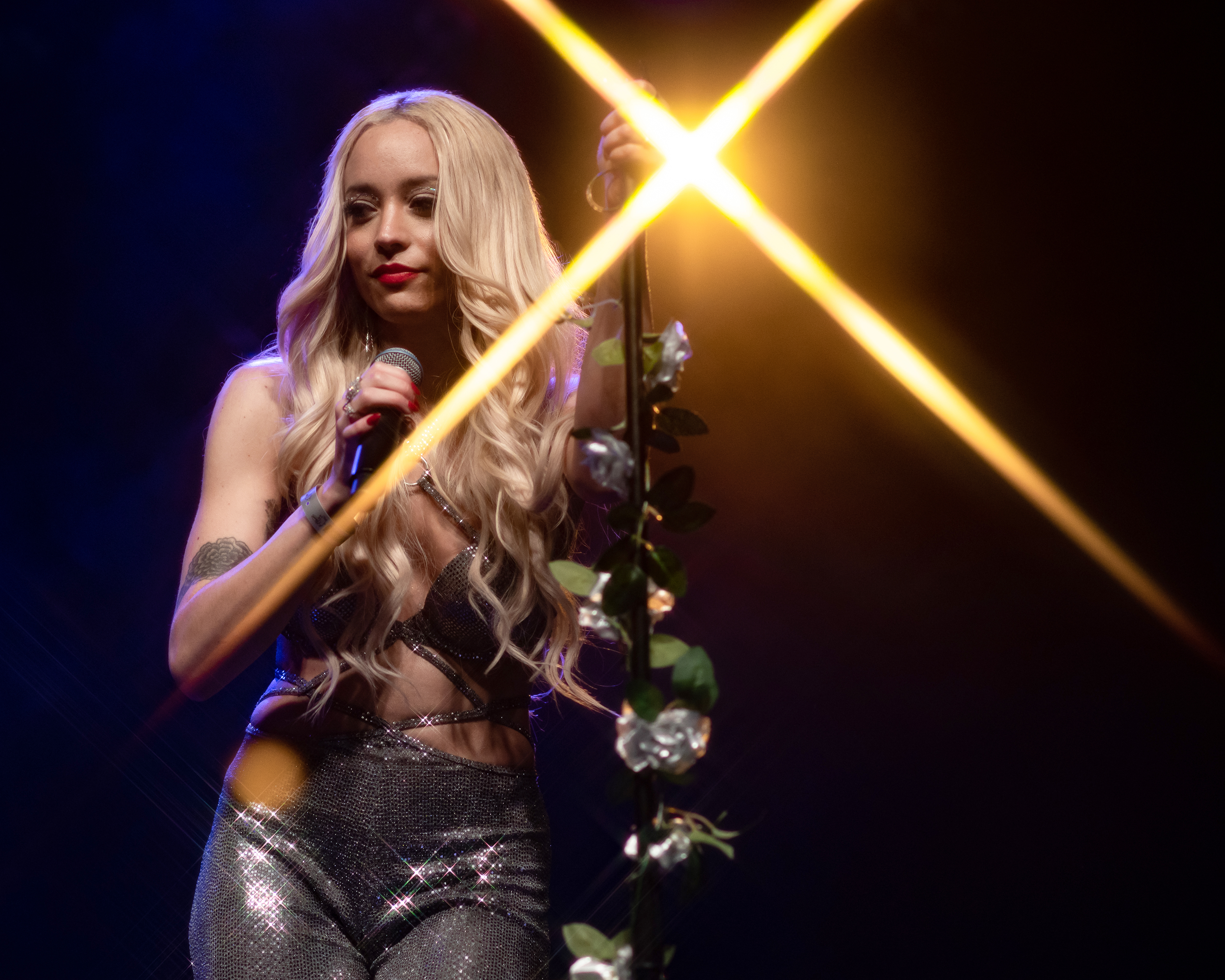
Joy, fokus för uppmärksamheten på scen, vid spelning 2022 i Los Angeles.

I musikvideor och på scen fokuseras framträdandena på Joys uttrycksfulla röst och sångerskans Barbie-liknande men karismatiska framtoning. Hennes nervositet på scen från de tidigaste åren har successivt ersatts av ett större självförtroende i framträdandet; hon använder även meditation som ett medel för att hålla stressen under kontroll inför en konsert.

## Diskografi

### Album
- Night Drive (maj 2017, egenutgiven)
- Shadows (juli 2019, Antifragile)
- Fever Dream (mars 2022, Columbia)
- Heartbeat Highway (november 2023, Columbia)

### EP
- Up All Night (september 2014, egenutgiven)
- In a Heartbeat (juli 2018, egenutgiven)
- Covers by Cannons (april 2021, Columbia)

## Bildgalleri

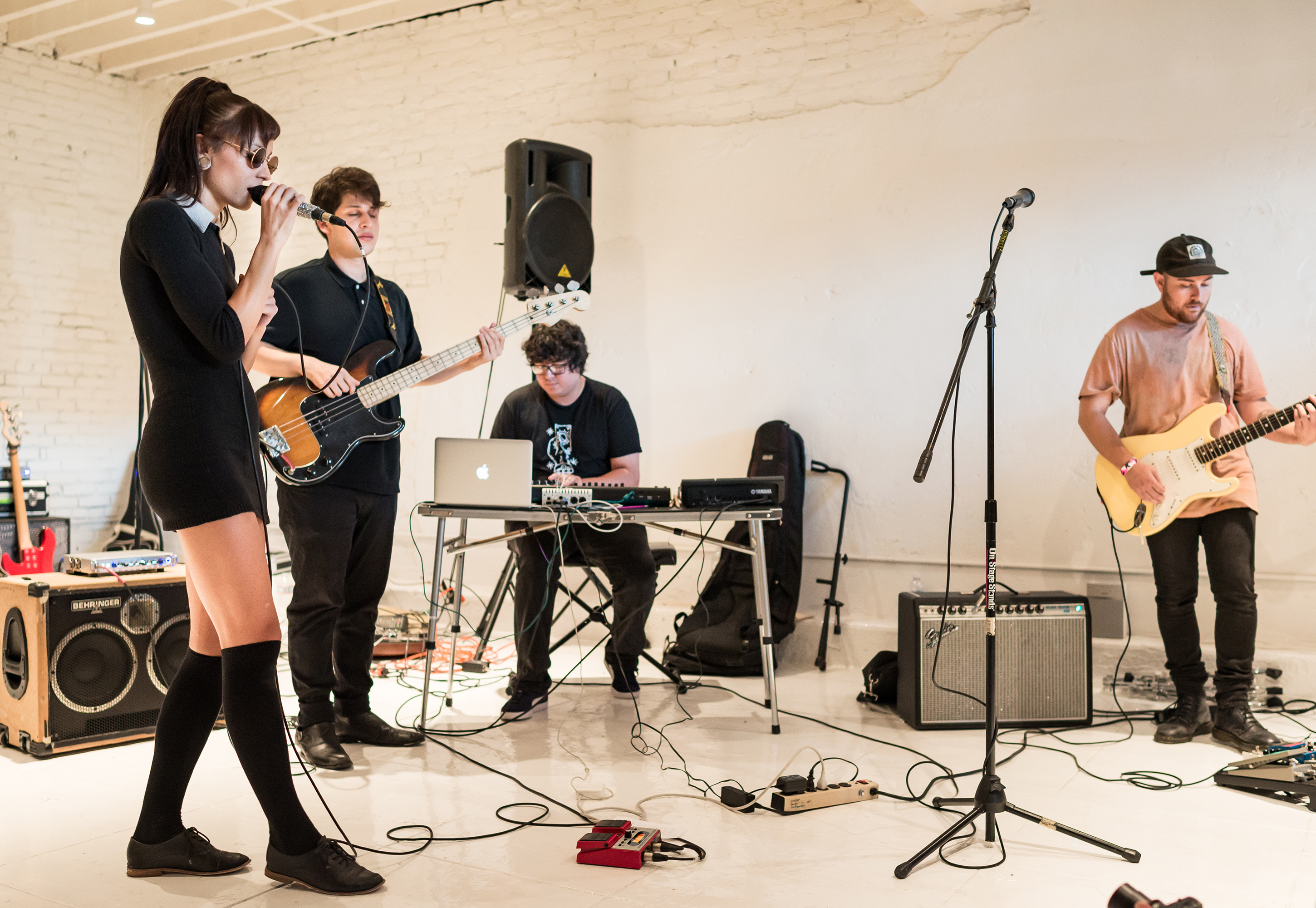
Cannons 2017, vid spelning i klädbutiken Delikt i Los Angeles.
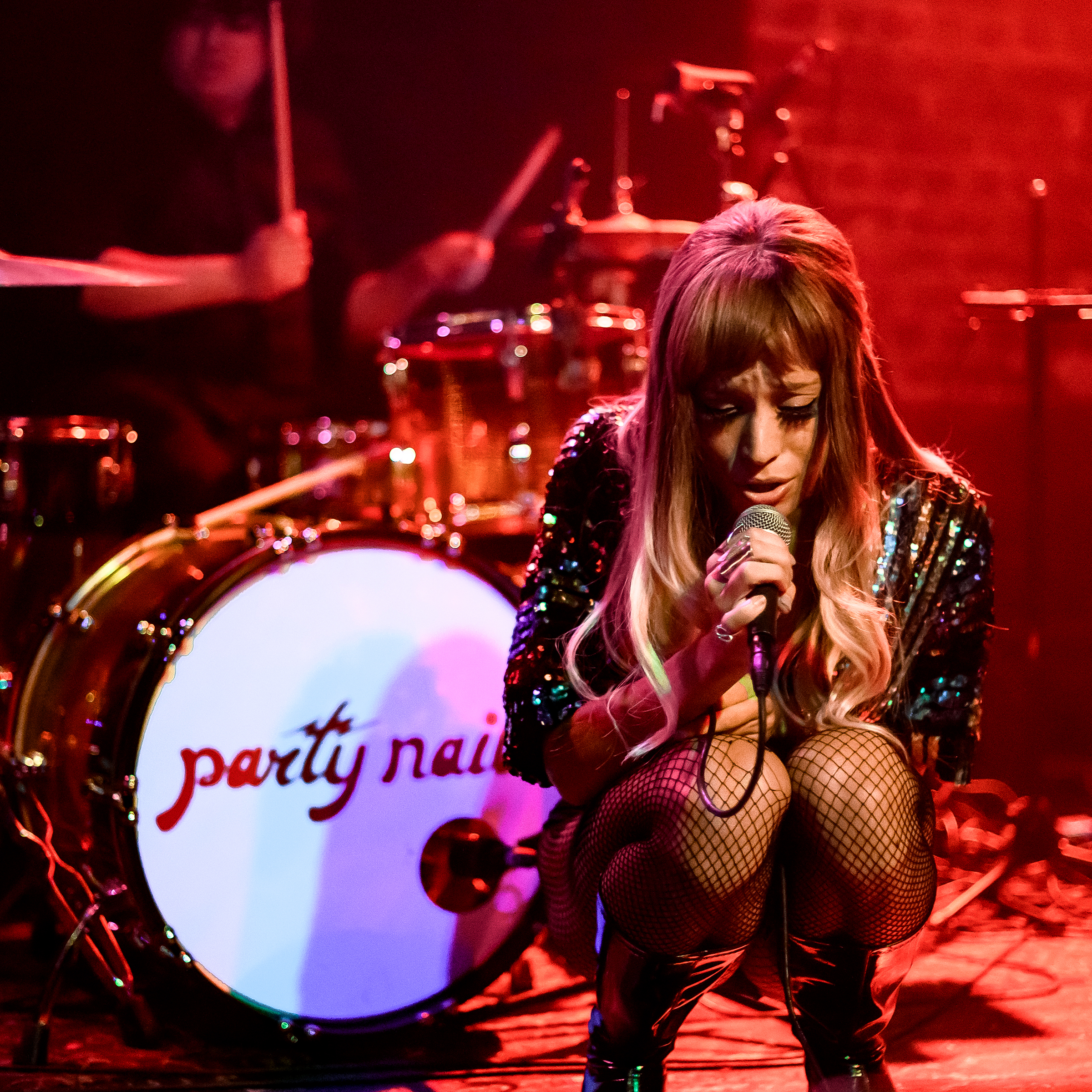
Joy 2019, på Hi Hat i Los Angeles.
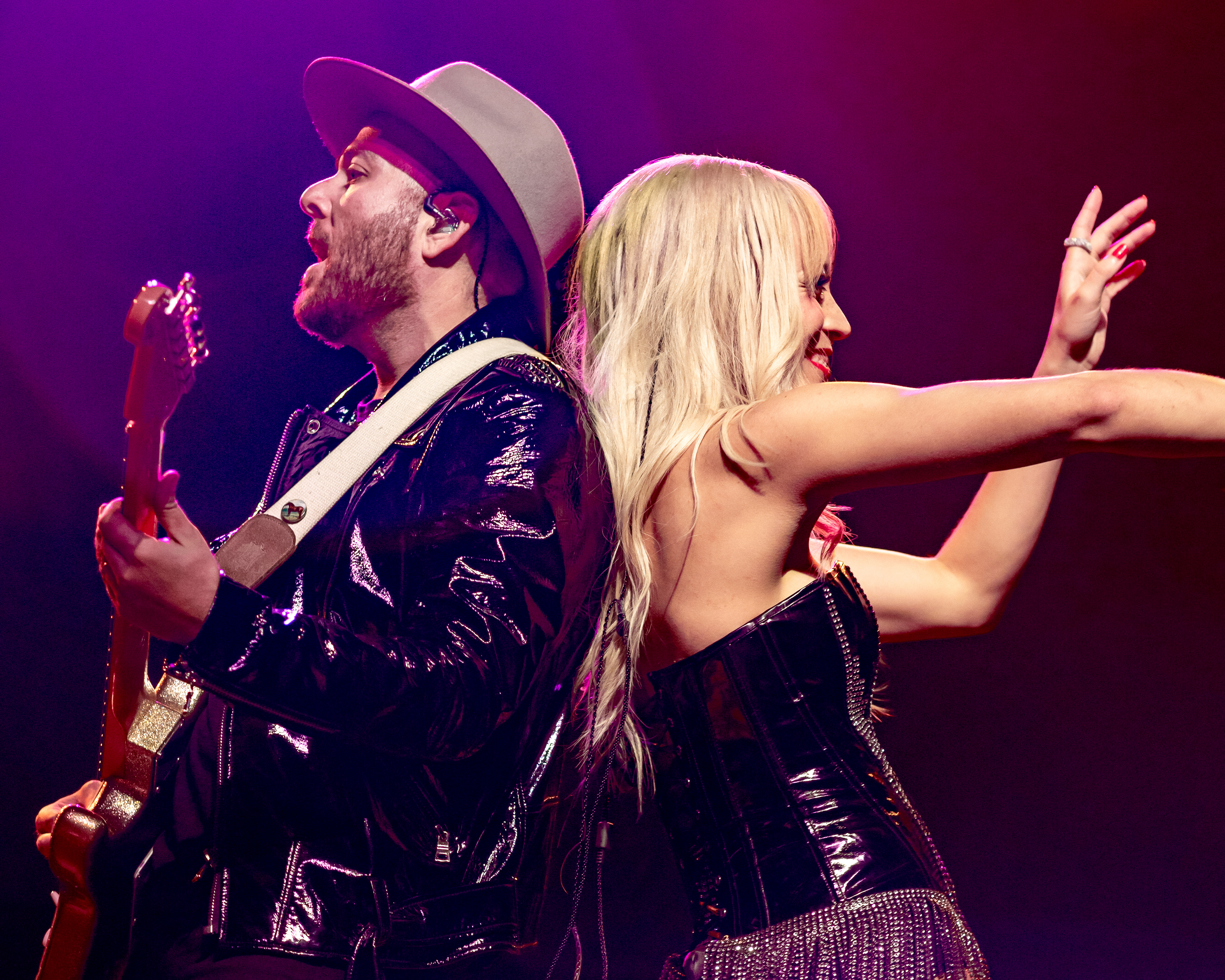
Clapham och Joy 2021, på The Fonda Theatre i Hollywood.
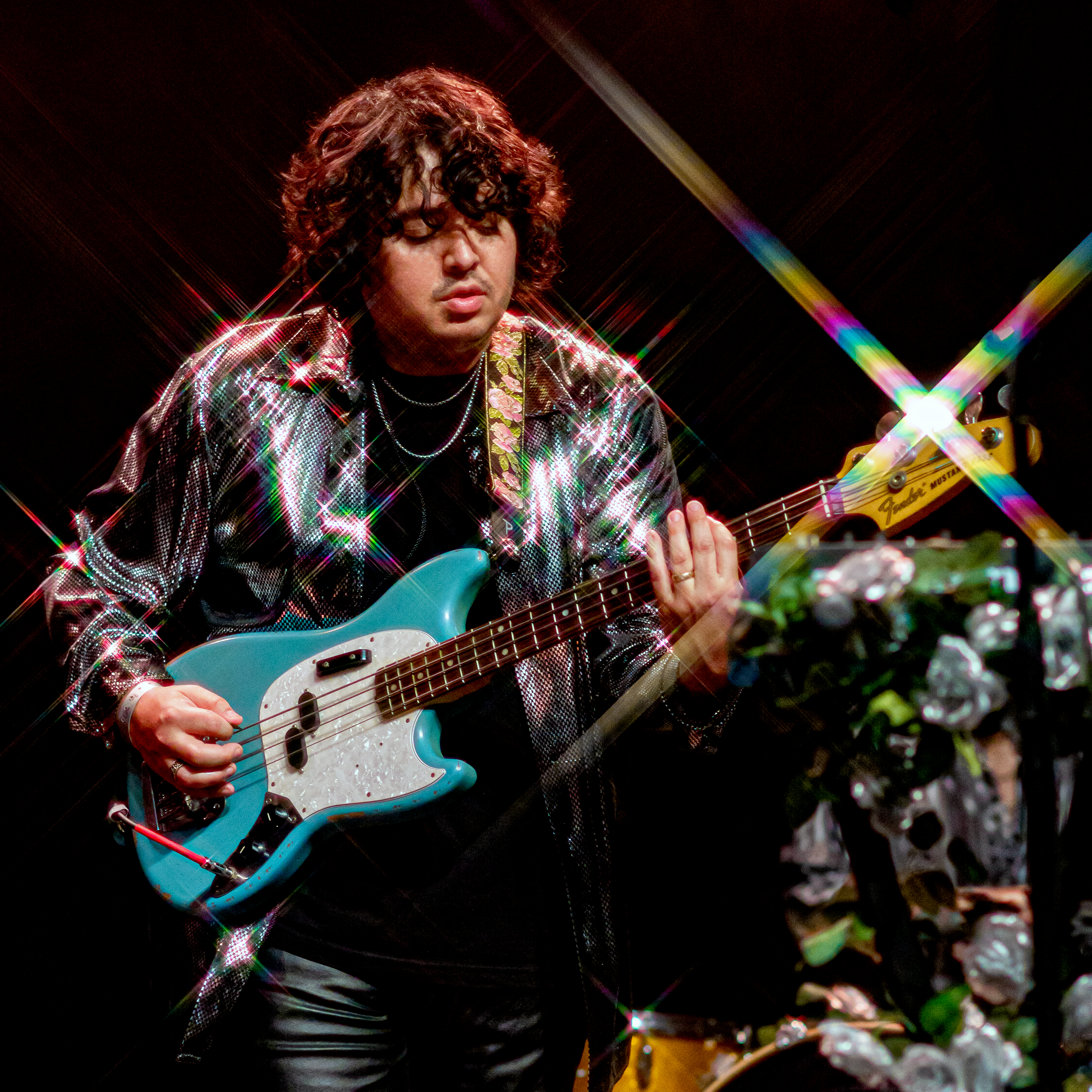
Paul Davis vid spelning 2022 på El Rey Theatre i Los Angeles.
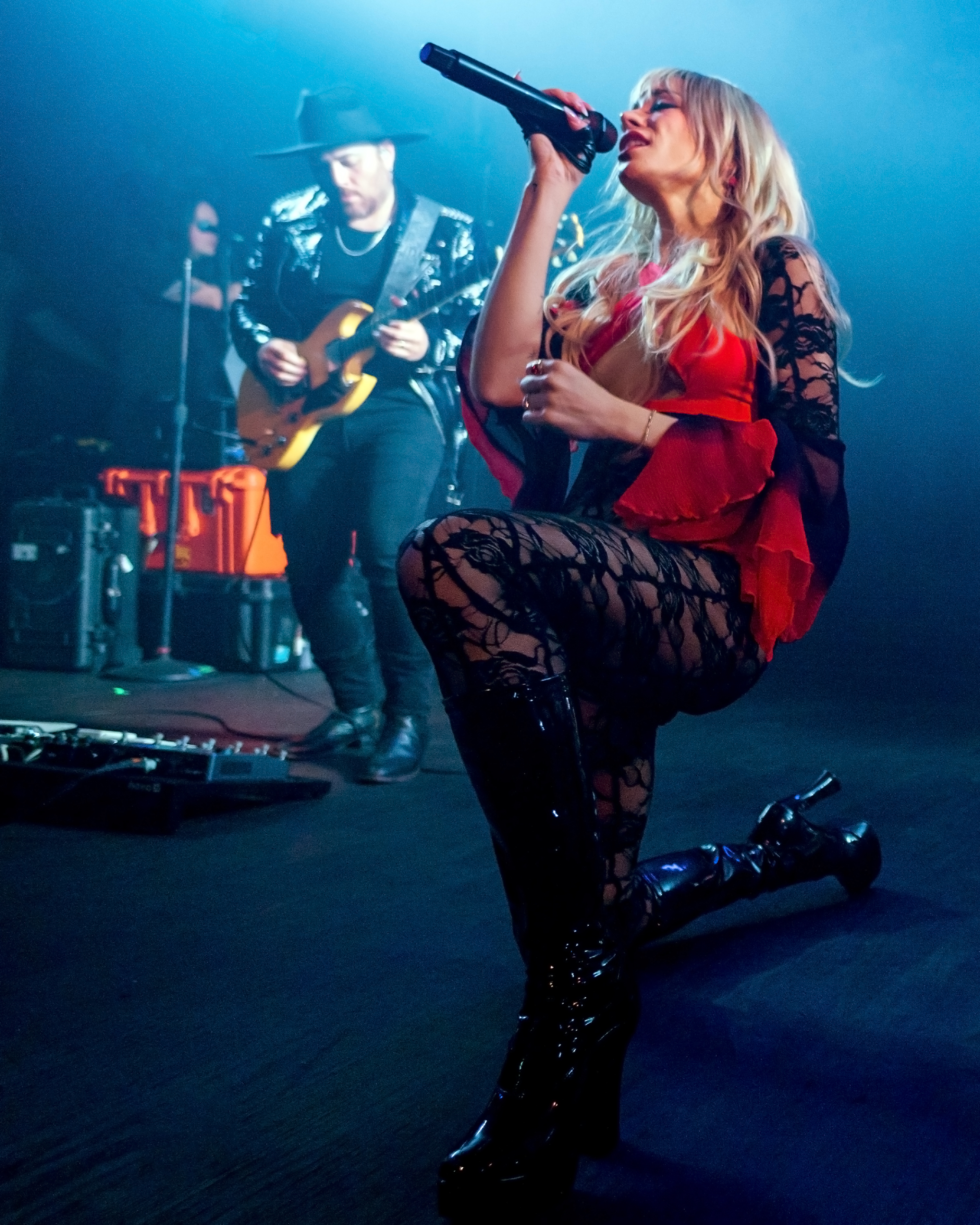
Clapham och Joy 2024, på scen hos Troubadour.